# 수수께끼의 사나이
《수수께끼의 사나이》는 한국에서 제작된 이용호 감독의 1966년 영화이다. 장동휘 등이 주연으로 출연하였고 장동휘 등이 제작에 참여하였다.

## 출연

### 주연
- 장동휘
- 이예춘
- 이빈엽

## 제작진
- 조명: 김용모
- 미술: 홍성칠